# イアム・トンギ
ウィリアム・”イアム”・ガイ・トンギ（2004年9月1日 - ）はアメリカ合衆国の歌手。同国のオーディション番組アメリカン・アイドルシーズン21の優勝者。ハワイ州出身、太平洋諸島先住民族の出自を持つ初の優勝者となった。また、カントリー・ミュージックでない歌手としては3年ぶりの優勝である。また、同番組開始後に生まれた初の優勝者ともなった。

## 生い立ち
ハワイ州オアフ島出身。2019年夏の時点では家族がワシントン州フェデラルウェイに住んでいて、フェデラル・ウェイ高校に通っていた。サモア人、トンガ人、アイルランド人の先祖がいる。末日聖徒イエス・キリスト教会の信徒。
五人兄弟の末っ子で、5年生の時にウクレレを習い始めた。13歳の時に父親からギターをプレゼントさており、アメリカン・アイドル出場時も同じギターを使用していた。

## 「アメリカン・アイドル」出場

### オーディション
アメリカン・アイドルシーズン20のオーディションに参加したが、最初の審査で落選した。その後母親が本人の知らぬ間にシーズン21へ応募しており、本人は当初乗り気ではなかったが、ライオネル・リッチー、ケイティ・ペリー、ルーク・ブライアンの3名の審査員の前でパフォーマンスすることができた。
オーディション参加時には、ワシントン州へ移った理由を"Priced out of paradise（価格が高すぎて楽園から追い出された）"と語った。また、父ロドニーについて聞かれた際には目に涙を浮かべ、オーディションの数カ月前に亡くなったこと、自分に音楽を教えてくれた人だったことを語った。彼は当初父の話をするつもりはなかった。自身の生い立ちを同情を呼ぶストーリーとして紹介したくなかったからである。
オーディションではジェームズ・ブラントの"Monsters"を演奏し、その演奏を父に捧げた。結果審査員全員からスタンディングオベーションを受け、全会一致でネクストラウンドへの進出が認められた。オーディションの映像は瞬く間に話題を呼び、パフォーマンスからわずか2日間で11万2千人のフォロワーがトンギのInstagramをフォローした。また同じ動画は番組市場最も閲覧された動画となり、3カ月で1600万回再生された。

### ハリウッド予選
アメリカン・アイドルのハリウッド予選に出場した際にギターが壊れてしまい、トンギは声を失った。審査員の前に出てきたときに彼は涙を流し、そのギターを使い続けることを亡き父と約束していたことを語った。この出来事を後に振り返った彼は、これからは自分一人でやっていけることを父が教えてくれたのだと思うと語り、その後のラウンドではギター無しで出場した。

### ジェームズ・ブラントとのデュエット
決勝の審査外パフォーマンスではジェームズ・ブラントと組み、最初のオーディションでも歌ったブラントの曲「モンスターズ」を二人で歌った。これに観客と審査員は感動し、涙を流した。トンギ自身も曲の途中で感極まったが、平静さを取り戻して歌唱を終えた。後のローリング・ストーンでのインタビューにこのように語っている。
「父はいつも私にいつか成功できると語ってくれ、そして自身はそれを見られないだろうとも語っていた。自分が舞台に上がったときに泣いていたのは、その時のことを思い出していたからだ。父は最初からそれを願ってくれていた。」

ブラントも演奏について語っている。
「私はアメリカン・アイドルでトンギと一緒に歌い、そして彼が涙を流した時、彼が父を亡くした瞬間の絶望に気づいた。そして次の歌詞は『わたしは明かりをともす。私が最後だ。私が明かりをともす。君の心にはもう暗闇はない』だった。それはすなわち最も近い家族を失ったときの気持ちを想像した瞬間であり、それを実際に経験できた。いろんな意味で私はあの時あのステージで歌詞のとおり一緒に体験していたのだと思う。」

### 論争
トンギの優勝に対して、アメリカン・アイドルの視聴者は2つの意見に割れた。彼を称賛する意見と、彼が同情を呼んだだけで勝利したのだと批判する意見である。準優勝者のミーガン・ダニエルはトンギを擁護し、「彼が優勝者にふさわしいし、彼は非常に謙遜でかつ才能にあふれている」と語った。トンギもまた次のように語っている。「自分がまさか優勝できるとは思っていなかった。誰が優勝していたとしても私は幸せだったと思う。」

### 反響
トンギはハワイのレゲエグループ「コロヘ・カイ」の曲「クール・ダウン」を決勝での曲に選んだ。地元ハワイのアーティストや音楽プロデューサー達はこれを称賛し、島の音楽が全国区になったことを喜んだ。「コロヘ・カイ」のフロントマンであるロマン・デ・ペラルタは次のように語った。
「（アメリカン・アイドルの視聴者たちは）我々の文化やバイブスを届けることのできない人たちだった。トンギの選曲が私たちのおんがくを届けるための道筋をつけてくれた。」
ハワイ先住民のアーティスト、キミエ・マイナーもこう語っている。
「私たちのようなアーティストがメインストリームの音楽業界で売り出されているのはあまり見かけません。ですから、イアムが『アメリカン・アイドル』に出演し、このプラットフォームを持ったことで、私たちの音楽に対する大きな需要があることを皆に示すことができたのです。AAPIのアーティストがこの音楽業界で平等に競争力を持ちながらも、私たちの文化に忠実であり、島の生活、伝統、そして「オハナ」を体現していることを世界に示してくれたのです。」

トンギもまたこのジャンルの音楽を「アメリカン・アイドル」の視聴者たちに見せられたことを感謝し、このように語っている。
「私は自分の島や自分の出身地、ハワイの人たちをみんなに見せたかったのです。だから島の音楽をリストに入れました。なぜならこの音楽は非常に美しいのに、多くの人はそれを知らず、島の人たちだけが知っていたからです。」

またトンギは、ポリネシア人が音楽キャリアを追及することについて、このようにも語っている。
「ポリネシア人の中には私よりも上手な人がたくさんいるけれども、彼らは世界で挑戦することを過剰に恐れている。それがポリネシアのやり方なんだ。恥をかきたくないし、自分たちの文化には誇りがある。それを馬鹿にされたくないから、自分のやり方に留まろうとするんだ。」

## 経歴
「アメリカン・アイドル」に出場する前、トンギは"Dreams"というシングルを発表している。この曲は2020年に彼の姉の結婚式のために書かれた曲である。その他にもABBAの「ザ・ウィナー」をカバーした曲や、"Gone"というシングルを発表している。
「アメリカン・アイドル」のファイナル直前、トンギは"I'll Be Seeing You."というシングルを発表した。この曲は雑誌『ビルボード』のデジタルソングセールス部門3位、ロックデジタルソングセールス部門1位を獲得し、1万1千ダウンロードを記録した。
トンギはハワイ出身の歌手ジャック・ジョンソンが彼を指導し、音楽業界へと導いてくれたと述べている。また彼の家族が彼を支え、自身が名声を得たときも地に足をつけられるよう助けてくれたと述べている。トンギ自身が、自分が大会で優勝して以降最も教訓になったのは「自分らしくあれ。他の誰かの考えを押し付けられたり、誰か他の人のように変えられたりするな。」ということだと述べている。
2025年5月に雑誌『ピープル』のインタビューに答えたトンギは、パーソナルトレーナーのトレーニングによって体重が減少したことを明らかにした。インタビューの中で、彼はこう述べている。「11時くらいまでワークアウトをして、その後家に帰って冷たい風呂かサウナに入る。そしてその後シャワーを浴びて散歩をする。これで115ポンドの減量に成功した。最高の気分だ。」

### 「アメリカン・アイドル」優勝後

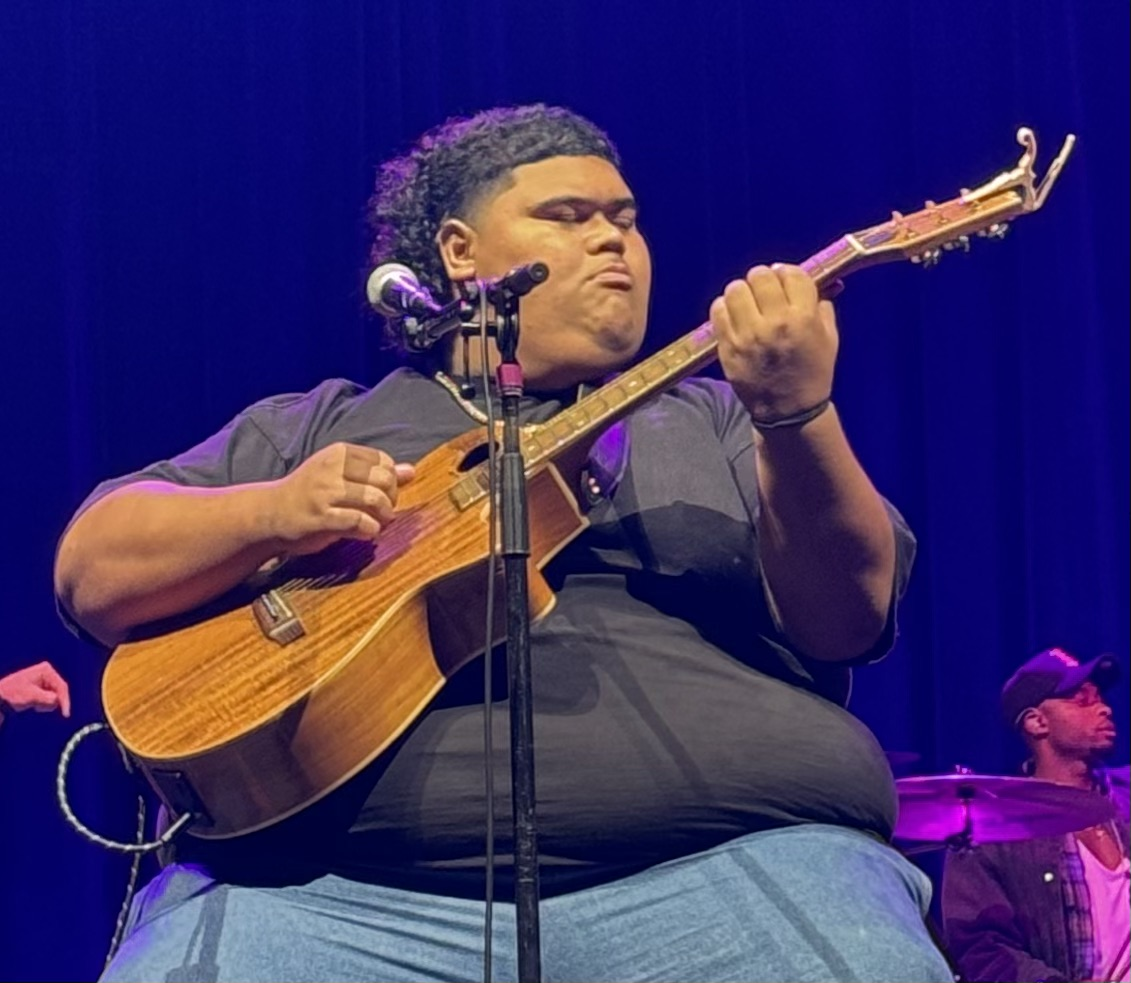
リハーサルの様子

「アメリカン・アイドル」優勝直後、トンギは同じく同番組に出場していたオリバー・スティールとツアーコンサートを行った。ツアー中に二人はオアフ島を訪れ、地元のギター業者が彼らの友情を祝して製作したオーダーメイドのギターを受け取った。
2023年7月1日、トンギはタートルベイ・リゾートで開催されたコンサートに出演し、ハワイのバンド「コロヘ・カイ」をサプライズゲストとして招待した。そして、同バンドのヒット曲であり、トンギが「アメリカン・アイドル」で歌った曲「Cool Down」を一緒に演奏した。
2023年7月10日、トンギはMLBのホームランダービーで国歌独唱を担当した。その際独唱前に野球帽を外し忘れ、帽子をかぶったまま独唱してしまい、後にSNS上で謝罪することになった。SNSでは自分が大勢の観衆の前で緊張しており、本来外すべきだった野球帽を外し忘れてしまったと弁明した。
2023年8月12日、トンギはマウイ島で発生した大規模な山火事の犠牲者を悼む映像を自身のインスタグラム・アカウント上に掲載した。そして自らのファンに寄付を呼びかけ、またマウイ島およびそこに住む人に対する自らの想いを表明し、そしてハワイ出身の有名歌手イズラエル・カマカヴィヴォオレの曲「Starting All Over Again」をカバーした。
2023年8月25日、トンギはジェームズ・ブラントの曲「Monsters」のデュエットバージョンを発表した。そして自身のSNSアカウント上で「この曲を3年前にTikTokでカバーしてから『アメリカン・アイドル』のリハーサルで歌い、そして決勝ではブラントと一緒に歌えたことまでを踏まえて、『Monsters』という曲は自分にとってたくさんの意味を持つ曲だ」と述べた。
2023年9月22日、トンギはオリジナルシングル「Why Kiki?」を発表。その後クリスマスソング集「An Iam Tongi Chrismas」を発表した。このソング集には彼がカバーした「ホワイト・クリスマス」「ザ・クリスマス・ソング」「メレ・カリキマカ」等が収録されている。
2025年、トンギはディズニーの実写映画「リロ＆スティッチ」の劇中歌「Hawaiian Roller Coaster Ride」の歌唱を担当することになった。曲は5月9日にリリースされ、12日には「アメリカン・アイドル」に凱旋出場して同曲を披露した。